# Philibert Jambon
Pour les articles homonymes, voir Jambon (homonymie).
Philibert Jambon, né le 26 octobre 1741 à Émeringes et mort le 10 juin 1809 à Lyon, est un mécanicien et inventeur français.

## Biographie
Philibert Jambon est le fils de Benoit Jambon et de Marie Margerand, famille de vignerons du village d'Émeringes proche de Mâcon.
Il est l'inventeur des prothèses mécaniques,.
À partir du 6 décembre 1802 il est membre titulaire de l'Académie des sciences, belles-lettres et arts de Lyon.
Jambon est une des premières personnes à être inhumée au cimetière de Loyasse de Lyon et son monument est le plus ancien subsistant dans ce champ de repos.